# Miles (Iowa)
Miles – miasto w Stanach Zjednoczonych, w stanie Iowa, w hrabstwie Jackson. W 2000 roku liczyło 462 mieszkańców.